# پیمان ماه
توافق کنترل فعالیت کشورها بر ماه و دیگر اجرام آسمانی (به انگلیسی: Agreement Governing the Activities of States on the Moon and Other Celestial Bodies) یا به نام معمول پیمان ماه (به انگلیسی: Moon Treaty) یا توافق ماه (به انگلیسی: Moon Agreement)، یک پیمان بین‌المللی است که حدود حقوقی میان کشورها در مورد ماه و همچنین هر جرم آسمانی دیگر (و نیز اجرام چرخنده به دور آنها)؛ به غیر از زمین، را در جامعهٔ بین‌المللی تعیین می‌کند؛ بنابراین تمام فعالیت‌های فضایی در جهت دستیابی به اجرام آسمانی و فعالیت‌هایی که بر روی آن‌ها انجام می‌شود باید با اساس قوانین بین‌الملل؛ که شامل منشور ملل متحد نیز می‌شود، سازگار باشند. نظارت بر اجرای این پیمان بر عهدهٔ کمیتهٔ سازمان ملل در امور استفادهٔ صلح‌آمیز از فضا است.
این پیمان در عمل، پیمان ناموفقی بوده است، زیرا از زمان پیدایش آن در سال ۱۹۷۹ هیچ‌یک از کشورهایی که دارای فناوری فرستادن انسان به فضا هستند یا برنامه‌ای در این راستا دارند؛ (مانند آمریکا، آژانس فضایی اروپا، روسیه، چین، ژاپن و هند)، عضو آن نیستند و بنابراین نقش ناچیزی در پروازهای فضایی دارد. تا نوامبر سال ۲۰۱۶، تنها ۱۷ کشور به این پیمان پیوسته‌اند.

## مفاد
در ادامه پیمان فضای بیرونی، هدف از پیدایش پیمان ماه، ایجاد رژیمی برای استفاده از ماه و دیگر اجرام آسمانی مانند پیمان کف دریا بود که توسط کنوانسیون ملل متحد در مورد حقوق دریاها تصویب شده بود. این پیمان عنوان می‌کند که منابع طبیعی ماه باید در اختیار تمام کشورها و مردم جهان باشد. همچنین این معاهده، کشورها را از استفاده از ماه به عنوان عاملی برای ایجاد مناقشه‌های بین‌المللی منع می‌کند.
برخی از مفاد اصلی این معاهده شامل موارد زیر می‌شوند:
- از هرگونه استفاده نظامی مانند آزمایش سلاح یا ایجاد پایگاه نظامی بر سطح اجرام نظامی منع می‌کند.
- از هرگونه اکتشاف اجرام آسمانی منع می‌کند. مگر اینکه بر اساس اصول میراث مشترک بشری تأیید شود که منافع آن به سود تمام کشورهای جهان است. (مادهٔ ۱۱)
- تمام فعالیت‌ها در اجرام آسمانی و اکتشافات بدست آمده باید به اطلاع دبیرکل سازمان ملل متحد برسند.
- تمام کشورها برای تحقیق بر روی اجرام آسمانی، حق برابر دارند.
- هر کشوری نمونه‌ای را برای آزمایش بدست می‌آورد باید حداقل بخشی از آن را در اختیار دیگر کشورها یا مراکز تحقیقاتی بگذارد.
- از ایجاد هرگونه تغییر در اجرام آسمانی منع می‌کند و اعضا را ملزم می‌کند که با ارائه معیارهایی، از ایجاد آلودگی اتفاقی خودداری کنند.
- از هرگونه ادعای حاکمیت بر هر جرم آسمانی منع می‌کند.
- از هرگونه ادعای مالکیت بر اجسام فرازمینی توسط هر فرد حقیقی یا سازمان منع می‌کند حتی اگر آن سازمان، بین‌المللی یا دولتی باشد.
- اعضا را ملزم به تنظیم یک رژیم بین‌المللی برای اطمینان از توسعهٔ پایدار و مدیریت منابع و تقسیم منافع حاصل از اکتشافات اجرام آسمانی می‌کند.

## پذیرش بین‌المللی
این معاهده در سال ۱۹۷۹ نهایی و در سال ۱۹۸۴ به اجرا گذاشته شد. تا ماه مه سال ۲۰۱۳، ۱۶ کشور عضو پیمان هستند. ۷ کشور از این ۱۶ کشور عضو رسمی هستند و باقی موافقت خود را با آن اعلام کرده‌اند. ۴ کشور دیگر آن را امضا کرده ولی در داخل کشور خود آن را تصویب نکرده‌اند. اعضای این پیمان، کشورهای استرالیا، اتریش، بلژیک، شیلی، قزاقستان، کویت، لبنان، مکزیک، مراکش، هلند، پاکستان، پرو، فیلیپین، عربستان سعودی، ترکیه و اروگوئه هستند. چهار کشور فرانسه، گواتمالا، هند و رومانی نیز آن را امضا کرده‌اند.
انجمن L5 و دیگر سازمان‌ها به‌طور موفقیت‌آمیزی با تصویب این پیمان در کنگرهٔ ایالات متحدهٔ آمریکا مخالفت کرده‌اند.
به نظر می‌آید علت مخالفت با این معاهده و کشورهای صاحب فناوری فضایی، الزام به، به اشتراک‌گذاری فناوری و منابع موجود در دیگر اجرام آسمانی باشد.